# 大甲西社抗清事件
大甲西社事件，又稱北路番變，為台灣原住民中部平埔族群歷史上最大的民眾抗官事件，以大甲西社的林武力（姓名漢化的道卡斯族人）為首，發生於雍正年間，持續長達一年。事件過後不僅漢人與平埔各族群間傷亡慘重，也讓清廷於平埔各族境內加強駐兵，加強控制平埔族群。此「番亂」名稱，來自福建提督許良彬奏摺所稱。
此外，事件爆發後，鳳山總兵奉令率軍前往大甲協助平定，導致鳳山守備鬆散，曾參與朱一貴事件的舊部便趁機起事，造成鳳山的吳福生事件。
林武力之忠勇甚獲重視，總兵李惟義曾賞與其後代大甲屯兵營(正規軍)“幫帶”之職務。1895年乙未戰爭中，當家主林鴻貴英勇防守大甲城，不幸戰死。

## 事件經過
雍正九年（1731年）年末，原住民族道卡斯族位於大甲一帶的大甲西社，因清廷官吏指派勞役過多而群起反抗，發動武裝抗官行動；燒毀臺灣府淡水撫民同知衙門，殺傷衙役兵丁，同知張弘章逃逸。事發之初，時任臺灣鎮總兵呂瑞麟正好北巡到北台灣，聞變趕回貓盂（在今苗栗縣苑里鎮），被原住民起事者圍困。隨後，呂某突圍入彰化縣治，並向臺灣府徵兵合攻，仍未平復。
1732年八月，負責征討大甲西社亂事的福建分巡臺灣道倪象愷的劉姓表親為求立功，竟將大肚社（在今臺中市大肚區）五名前來幫助官府運糧的「良番」（歸化的原住民）斬首，謊稱這五人是大甲西社的「作亂生番」。此事引起已歸化原住民的不滿，群湧彰化縣城理論抗議；知縣隨意敷衍，引起大肚社原住民不滿，於是聯合原大肚王國成員之部落，即南大肚社、沙轆社（在今臺中市沙鹿區）、牛罵頭社（在今臺中市清水區）、樸子籬社（今臺中市東勢區），吞霄社（今苗栗縣通霄鎮）、阿里史社（今臺中市潭子區）等十餘社的平埔族群原住民約兩千餘人圍攻彰化縣城，焚燒附近數十里民房，漢人百姓逃散。
事件擴大後，其他各社如蓬山社（今大甲）、貓羅社（今彰化縣芬園鄉）、岸裡社（今臺中市神岡區）、水裡（今臺中龍井區）、阿束社（今彰化市茄冬腳、彰化縣和美鎮）等原住民番社也起而響應。至此大安溪到大肚溪之間，原屬於大肚王國領域內的山谷平原都陷入動盪之中。這是清領時期平埔族群武力反抗事件中規模最大的一次，當時彰化縣（大約為今臺中市、彰化縣之平原地區）境內平埔族群各社幾乎全部參加了此行動。

## 派兵鎮壓
當時署理福建總督郝玉麟派臺灣總兵王郡親往督征，並先後從中國大陸徵調官兵六千多名，以及銀錢、米糧、軍火、器械，船載一百多艘來臺征討。九月初，清軍採「以番制番」之策，使各敵對之部落互相攻擊，並得岸裡社部分原住民的協助，襲破阿束社。十月中旬清軍兵分七路，攻破水裡社、牛罵頭社及沙轆社。十一月初清兵攻進小坪山反抗軍據點，獲牛千餘頭、馬八匹、車數百輛，焚毀糧食四百堆。最後吞霄社、大甲西社、貓盂社、雙嶚社、苑裡社、房裡社等抵抗失敗，各部落先後率眾投降，事件才告結束。事件歷經七個月，清軍「計擒獲男、婦一千餘名，陣斬首級四十一名，傷死二十一名，軍前梟首一十八名」，林武力等十三名首領依清律判決斬決梟示，沙轆土官被判成立唆謀罪名而杖斃。
事件後，清廷改大甲西社為「德化社」、牛罵頭社為「感恩社」、沙轆社為「遷善社」、貓盂社為「興隆社」，並且建了一個「鎮番亭」於彰化東郊的瞭望山（即八卦山），並改山名為「定軍山」。

## 結果
亂平之後，參與的番社勢力大幅衰退。直到乾隆年間，生計仍然困苦，官方屢次救濟。福建分巡臺灣道劉良璧作〈沙轆行〉形容：「皇恩許遷善，生者還其鄉；番婦半寡居，番童少雁行。嗟乎沙轆番，盛衰物之常。祇今防廳廨，荒烟蔓道旁。」
其後清朝放寬海禁，岸裡社接收大肚王國舊地、鹿場等，領域遍及台中盆地。

## 相關作品
中文小說
- 《敦仔腳下大肚山夕暮》，徐毅振著，台灣，晨星出版，2022。

### 一般參考
- 《臺灣史》 頁115-116 林呈蓉、李筱峰
- 《大肚社古文書》 劉澤民 2000年